# العلاقات البحرينية النيوزيلندية
العلاقات البحرينية النيوزيلندية هي العلاقات الثنائية التي تجمع بين البحرين ونيوزيلندا.

## مقارنة بين البلدين
هذه مقارنة عامة ومرجعية للدولتين:
| وجه المقارنة                                              | البحرين       | نيوزيلندا                                              |
| --------------------------------------------------------- | ------------- | ------------------------------------------------------ |
| المساحة (كم2)                                             | 765           | 268.02 ألف                                             |
| عدد السكان (نسمة)                                         | 1.49 مليون    | 4.24 مليون                                             |
| الكثافة السكانية (ن./كم²)                                 | 194.77 ألف    | 15.82                                                  |
| العاصمة                                                   | المنامة       | ويلينغتون، أوكلاند                                     |
| اللغة الرسمية                                             | اللغة العربية | لغة إنجليزية، اللغة الماورية، لغة الإشارة النيوزيلندية |
| العملة                                                    | دينار بحريني  | دولار نيوزيلندي، الجنيه النيوزيلندي                    |
| الناتج المحلي الإجمالي (بليون دولار)                      | 35.31 مليار   | 205.85 مليار                                           |
| الناتج المحلي الإجمالي (تعادل القوة الشرائية) بليون دولار | 64.16 مليار   |                                                        |
| الناتج المحلي الإجمالي الاسمي للفرد دولار أمريكي          | 22.60 ألف     |                                                        |
| الناتج المحلي الإجمالي للفرد دولار أمريكي                 | 45.50 ألف     |                                                        |
| مؤشر التنمية البشرية                                      | 0.824         | 0.914                                                  |
| رمز المكالمات الدولي                                      | +973          | +64                                                    |
| رمز الإنترنت                                              | .bh           | .nz                                                    |
| المنطقة الزمنية                                           | ت ع م+03:00   | ت ع م+13:00، ت ع م+12:00                               |

## منظمات دولية مشتركة
يشترك البلدان في عضوية مجموعة من المنظمات الدولية، منها:
| علم المنظمة | اسم المنظمة                               | تاريخ انضمام البحرين | تاريخ انضمام نيوزيلندا |
| ----------- | ----------------------------------------- | -------------------- | ---------------------- |
|             | يونسكو                                    | 18 يناير 1972        | 4 نوفمبر 1946          |
|             | وكالة ضمان الاستثمار متعدد الأطراف        | 12 أبريل 1988        | 22 أبريل 2008          |
|             | الأمم المتحدة                             | 21 سبتمبر 1971       | 24 أكتوبر 1945         |
|             | الفريق المعني برصد الأرض                  | ?                    | ?                      |
|             | الاتحاد البريدي العالمي                   | ?                    | ?                      |
|             | البنك الدولي للإنشاء والتعمير             | 15 سبتمبر 1972       | 31 أغسطس 1961          |
|             | المنظمة الهيدروغرافية الدولية             | ?                    | ?                      |
|             | الاتحاد الدولي للاتصالات                  | 1975                 | 3 يونيو 1878           |
|             | منظمة حظر الأسلحة الكيميائية              | ?                    | ?                      |
|             | مؤسسة التمويل الدولية                     | 22 سبتمبر 1995       | 31 أغسطس 1961          |
|             | المركز الدولي لتسوية المنازعات الاستشارية | 15 مارس 1996         | 2 مايو 1980            |
|             | منظمة التجارة العالمية                    | ?                    | ?                      |
|             | منظمة الشرطة الجنائية الدولية             | ?                    | ?                      |

## وصلات خارجية
- موقع وزارة الخارجية البحرينية
- موقع وزارة الخارجية النيوزيلندية